# Провулок Марусі Чурай (Черкаси)
Провулок Марусі Чурай — провулок у Соснівському районі міста Черкаси.

## Розташування
Провулок короткий і простягається у південно-східному напрямку. Починається він від провулку Комунального і проходить до вулиці Максима Залізняка.

## Опис
Провулок не заасфальтований. Забудований лише приватними будинками від 1 до 17 та від 2 до 18 номера.

## Походження назви
Провулок був утворений 1961 року і називався спочатку як 3-ій провулок Громова, пізніше перейменований на честь свята 8 Березня.
28 березня 2024 року Черкаська міська рада перейменувала провулок 8 Березня на провулок Марусі Чурай.